# Joseph Lenoir
Pour les articles homonymes, voir Lenoir.
Joseph Lenoir, dit « Rolland », né le 15 septembre 1822 à Montréal où il est mort le 3 avril 1861, est un poète, journaliste et avocat canadien-français.
Lenoir étudia au collège de Montréal. En 1840, il composa le Chant de mort d’un Huron en s’inspirant de François-Xavier Garneau. En 1843, il reçut un prix pour son poème le Génie des forêts, qui fut publié dans La Minerve.
En 1847, il épouse Félicité Latour, termine ses études en droit et s’associe l’année suivante au bureau de Joseph Doutre. Il préférera cependant le métier de journaliste et de traducteur. Cofondateur de l’Avenir, il fut membre de l’Institut canadien de Montréal.
Auteur d’un essai sur le républicanisme, il prononce des conférences pour la bibliothèque de l’Institut, puis collabore à la revue littéraire fondée par Henri-Émile Chevalier. À la même époque, il écrit plusieurs poèmes pour l'Album littéraire et musical de la Revue canadienne, qui seront plus tard recueillis par Casimir Hébert.
Lenoir avait aussi écrit des textes pour Le Pays, le Journal de l’Instruction publique et La Guêpe. Il publia en outre le Chansonnier de tous les âges et Montréal et ses principaux monuments pour la visite du prince de Galles en 1860. 
Lenoir puisait sa poésie aux sources modernes, en particulier Alphonse de Lamartine. Louis-Honoré Fréchette a vanté la liberté de son vers, faisant valoir qu’il s’était affranchi des conventions établies au XVIIIe siècle par Delille. Lorsqu’il contestait l’autorité, il se ressentait de l’influence des poètes britanniques.
La critique reconnaît aujourd’hui Lenoir comme le meilleur poète canadien-français avant Émile Nelligan. Les commentateurs ont toutefois déploré que son œuvre ait été dispersée dans les journaux pendant près d’un siècle. 

## Œuvre
- Poèmes épars de Joseph Lenoir-Rolland, 1822-1861, recueillis par Casimir Hébert, Montréal, Le Pays laurentien, 1916.
- Montréal et ses principaux monuments, Montréal, Eusèbe Senécal, 1860.